# LIEN
LIEN（リアン、韓：리안、1998年3月11日- ）は、大阪府天王寺出身の歌手。本名は嶋田翔（韓：시마다쇼）。韓国の男性アイドルグループMIRAEのメンバーである。DSPメディア（2020年3月〜2024年7月）所属。

## 来歴
- 2012年にジャニーズ事務所に入所し、関西ジャニーズjr.として活動。関西ジャニーズJr.38期（のち退所）。

- 2017年に渡韓[1]し、練習生となる。当時韓国語も全くできない状態で家族に相談もせず渡韓したという[2]。

- 2020年3月からは「DSP N」としてDSPメディアの公開練習生のコンテンツに参加。(2020年3月９日DSPメディアに入社。「DSP N」として初登場したのは同年4月23日…と本人がVライブで語る)。

- 3年の練習生期間(2017年〜CUBEエンターテイメント→2019年〜STARSHIPエンターテイメント→2020年〜DSPメディア)を経て、2021年3月17日にMIRAEのメインボーカルとしてデビューした[3][4]。

- 2022年9月28日にリリースした4thミニアルバム「OurTurn」の中に収録された「Daydreamin'」は、自身の作詞作曲による処女作[5]。

- 2022年12月19日(月)声帯結節と診断され、約2週間の治療と休養に入る事と、復帰まで、MIRAEが6人体制で活動を行う事が、事務所から発表される。[6]。

- 2024年7月9日（火）MIRAEの解散が発表される。[7]。

- 2024年7月9日（火）MIRAE解散によるメンバー直筆の手紙。 [8]。

- 2024年10月19日（土）同年11月開校のANE ACADEMYに講師就任の発表。公式表記名は「SHOUU」。 [9]。

- 2024年12月25日（水）ORICON BiZ Onlineによるインタビュー [10]。

## 人物
MIRAEの中ではグループの盛り上げ役でもあるが、末っ子のような素振りを見せたりすることもあり、自他ともに認める「かわいい長男」である。
- 身長「180cm」
- 血液型「B型」
- キャッチコピー「森の声」
- 特技「MIDI」
- 趣味「ドラマ視聴＆一人映画、出前アプリを開く」
- ニックネーム「랴니＝リャニ」
- 歌手になったきっかけ「小さい頃、歌を歌うとお母さんから上手とほめてもらえて、その時、気分がすごい良かったから！！」
- ロールモデル「DEEN、The Weeknd」[11]。

## 芸名について
デビュー前にYoutube,VLIVEで公開されたリアリティ「We are furure」の中で、「芸名で活動するアイドルに憧れており、ファンの記憶に残るような活動名がほしい」ということから、芸名を決定した。
候補としては「リアン」「イオン」「イス」「シルヴァ」があり、その中から「リアン」が選ばれた。
「LIEN」は縁を意味するフランス語で、ファンや音楽との縁に由来して名付けられた。

## 出演

### ラジオ番組
- 2022年12月26日と2023年1月2日の両日21時より、TBSラジオ

「High School a GOGO!!」に出演。

### テレビ番組
- 2023年11月23日（木）テレビ東京「韓国と日本のおいしい関係」に出演[14]。